# Sébastien Rosseler

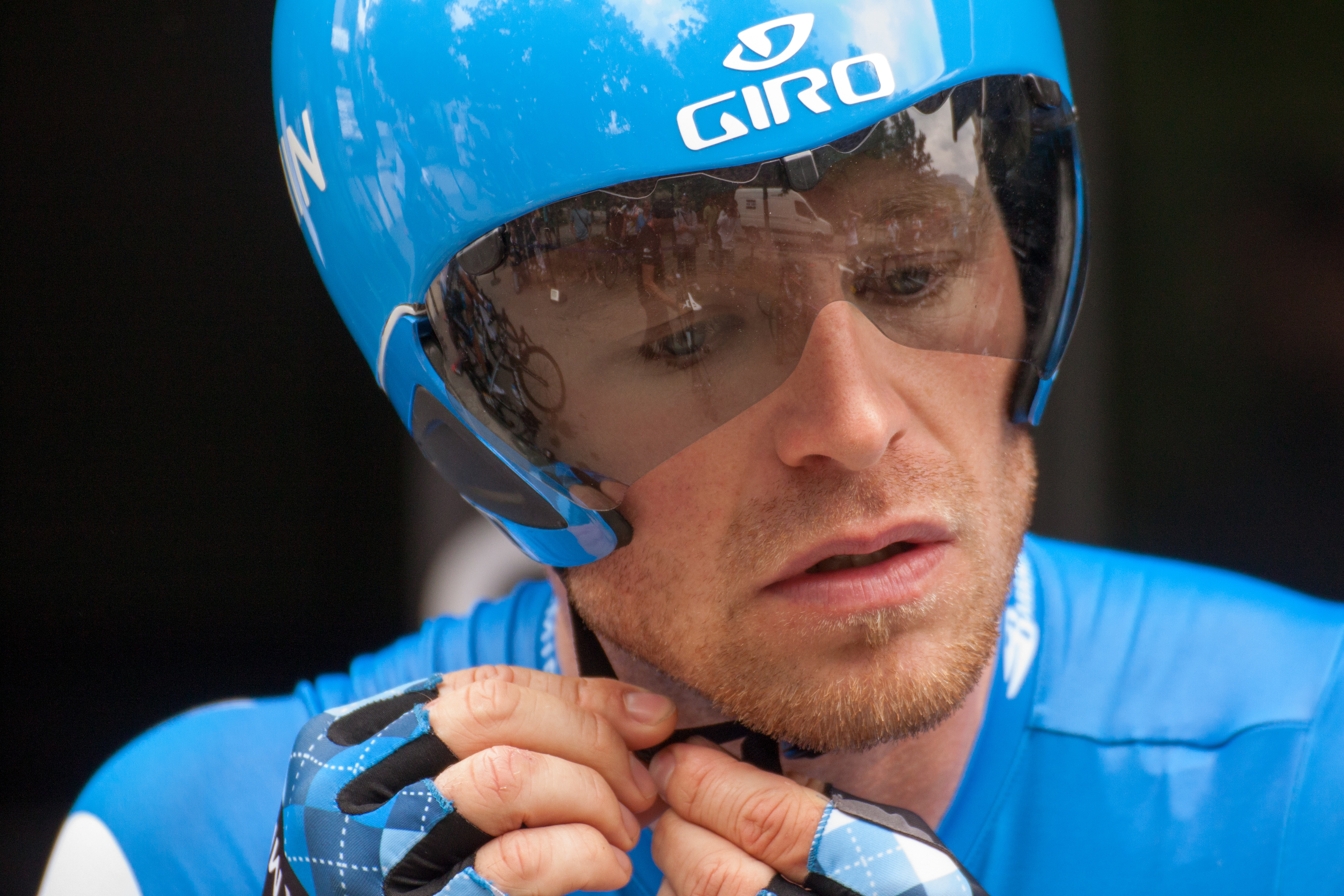
Sébastien Rosseler beim Critérium du Dauphiné Libéré 2012

Sébastien Rosseler (* 15. Juli 1981 in Verviers) ist ein ehemaliger belgischer Radrennfahrer.

## Karriere
Sébastien Rosseler fuhr 2002 als Stagiaire für das Radsportteam Domo-Farm Frites. Seinen ersten regulären Vertrag erhielt er 2004 bei der spanischen Mannschaft Relax-Bodysol und wechselte 2005 zum belgischen ProTeam Quick Step, für das er bis 2009 u. a. dreimal die Tour de France bestritt, bei der Belgien-Rundfahrt 2006 Gesamtzweiter wurde und eine Etappe des ProTour-Rennens ENECO Tour 2007 gewann. Seine bis dahin größten Erfolge erzielte er als Mitglied des Team RadioShack mit dem Sieg beim Halbklassiker Pfeil von Brabant 2010 und der Gesamtwertung der Drei Tage von De Panne 2011. Mit Garmin-Sharp, bei dem er bis 2013 blieb, gewann er beim Giro d’Italia 2012 das Mannschaftszeitfahren. Er beendete 2015, nach 13 Jahren als Profi, seine Karriere aufgrund anhaltender körperlicher Beschwerden.

## Erfolge
2003
- drei Etappen Olympia’s Tour

2007
- eine Etappe Eneco Tour

2008
- eine Etappe Circuit Franco-Belge

2009
- eine Etappe Vier Tage von Dünkirchen
- eine Etappe Belgien-Rundfahrt

2010
- eine Etappe Volta ao Algarve
- Brabantse Pijl

2011
- Gesamtwertung und eine Etappe Drei Tage von De Panne

2012
- Mannschaftszeitfahren Giro d’Italia

## Platzierungen bei den Grand Tours
| Grand Tour            | 2006 | 2007 | 2008 | 2009 | 2010 | 2011 | 2012 | 2013 | 2014 | 2015 |
| --------------------- | ---- | ---- | ---- | ---- | ---- | ---- | ---- | ---- | ---- | ---- |
| Giro d’ItaliaGiro     | –    | –    | –    | –    | –    | –    | 125  | –    | –    | –    |
| Tour de FranceTour    | –    | 104  | 98   | 104  | –    | –    | –    | –    | –    | –    |
| Vuelta a EspañaVuelta | 116  | –    | –    | –    | –    | –    | –    | –    | –    | –    |

## Teams
- 2004 Relax-Bodysol
- 2005 Quick Step-Innergetic
- 2006 Quick Step-Innergetic
- 2007 Quick Step-Innergetic
- 2008 Quick Step
- 2009 Quick Step
- 2010 Team RadioShack
- 2011 Team RadioShack
- 2012 Garmin-Sharp
- 2013 Garmin Sharp
- 2014 Veranclassic-Doltcini
- 2015 Veranclassic-Ekoï